# Freie Demokraten (Armenien)

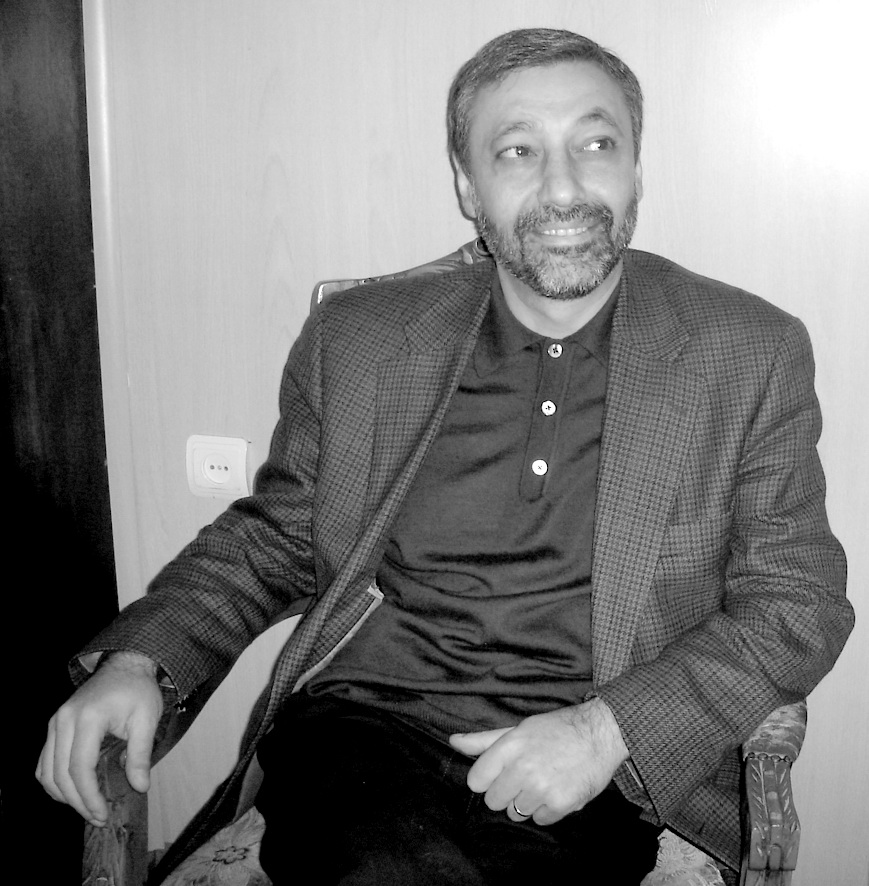
Alexander Arsumanjan (2014)

Freie Demokraten (armenisch Ազատ Դեմորատներ կուսակցություն Asat Demokratner Kusakzutjun) ist eine liberale Partei in Armenien. Gründungsvorsitzender ist seit 2011 Chatschatur Kokobeljan.

## Geschichte
Nachdem der Vize-Vorsitzende der Armenischen Allnationalen Bewegung Chatschatur Kokobeljan 2010 von seinem Amt zurückgetreten war, gründete er 2011 die Partei Freie Demokraten. Zur Parlamentswahl in Armenien 2012 ging sie ein Wahlbündnis mit der Partei Erbe ein, wodurch Kokobeljan und sein Parteikollege Alexander Arsumanjan mit der neuen Partei ins Parlament einziehen konnten. In der darauffolgenden Parlamentswahl in Armenien 2017 trat die Partei ohne Parteienbündnis an und schaffte den Einzug ins Parlament nicht mehr. Zur vorgezogenen Wahl 2018 trat sie wieder in einem Bündnis an, in der Wir-Allianz mit der Partei Republik, konnte jedoch auch damit nicht wieder ins Parlament einziehen.
| Wahl | Stimmen | %    | Sitze       | Rang | Position nach d. Wahlen                                                 | Quelle                                        |
| ---- | ------- | ---- | ----------- | ---- | ----------------------------------------------------------------------- | --------------------------------------------- |
| 2012 | 86.998  | 5,76 | 2/131 5/131 | 6.   | Opposition (im Wahlbündnis von Erbe)                                    | Zentrale Wahlkommission der Republik Armenien |
| 2017 | 14.746  | 0,94 | 0/105       | 8.   | außerparlamentarische Opposition                                        | Zentrale Wahlkommission der Republik Armenien |
| 2018 | 25.176  | 2,0  | 0/132       | 6.   | außerparlamentarische Opposition (Bündnis der Wir-Allianz mit Republik) | Zentrale Wahlkommission der Republik Armenien |
| 2021 | -       | -    | 0/107       | -    | keine Teilnahme, außerparlamentarische Opposition                       | Liste teilnehmender Parteien                  |

## Abgeordnete in der Nationalversammlung
- Alexander Arsumanjan (2012–2017)
- Chatschatur Kokobeljan (2012–2017)

Quelle: Webseite der Nationalversammlung